# Cilofungin
Cilofungin (INN) là thành viên đầu tiên được áp dụng lâm sàng trong gia đình thuốc chống nấm echinocandin. Nó được lấy từ một loại nấm trong chi Aspergillus. Nó thực hiện điều này bằng cách can thiệp vào khả năng tổng hợp thành tế bào của một loại nấm xâm lấn (đặc biệt, nó ức chế sự tổng hợp của (1 → 3) -β- D -glucan).